# Liste der denkmalgeschützten Objekte in Altendorf (Niederösterreich)
Die Liste der denkmalgeschützten Objekte in Altendorf enthält ein denkmalgeschütztes, unbewegliches Objekt der Gemeinde Altendorf im niederösterreichischen Bezirk Neunkirchen.

## Denkmäler
| Foto |                 | Denkmal                                     | Standort                | Beschreibung                                                                    | Metadaten                                                                                        |
| ---- | --------------- | ------------------------------------------- | ----------------------- | ------------------------------------------------------------------------------- | ------------------------------------------------------------------------------------------------ |
| ja   | Datei hochladen | Wegkapelle HERIS-ID: 79692 Objekt-ID: 93387 | Standort KG: Schönstadl | Der große barock-klassizistische Rechteckbau mit Zeltdach wurde um 1800 erbaut. | BDA-Hist.: Q38171788 Status: § 2a Stand der BDA-Liste: 2025-06-30 Name: Wegkapelle GstNr.: 159/3 |